# Tuba
Tuba é um instrumento musical da família dos Metais e também é um Aerofone. Surgiu para suprir a necessidade de um instrumento que fosse consistente em preencher a região grave, em sonoridade e extensão. A configuração da tuba só foi possível graças à invenção de um sistema de válvulas em 1812. A primeira tuba tinha 5 válvulas e também era afinada em Fá.
A primeira patente de  tuba surgiu em 12 de Setembro de 1835 por Johann Moritz e Wilhelm Wieprecht. É o membro mais jovem da família dos Metais e também o mais grave. É constituída por um tubo cônico recurvado sobre si mesmo que termina numa campânula em forma de sino, dispondo de três a seis pistões ou válvulas. 
Existem tubas de vários tamanhos: tenor (também chamado de eufônio), baixo e contrabaixo. Desde o seu aparecimento logo foi incorporada às orquestras sinfônicas. A tuba é considerada o coração de uma banda, sua presença faz total diferença em uma peça. 
Apesar do grande tamanho, seu timbre é suave e sua construção permite uma surpreendente agilidade. Às vezes é usada para tocar uma melodia, mas seu uso mais frequente é na criação de uma base sólida para os outros instrumentos da família. Hoje em dia pode ser encontrada em orquestras musicais, nas igrejas, bandas escolares, etc.

## Alguns elementos históricos
A tuba tem como um de seus instrumentos precursores, o “oficleide”, utilizado por volta de 1800 (século XIX), ainda antes da invenção do sistema de pistões. Este instrumento começou a ganhar popularidade nas pequenas bandas de metais da Grã-Bretanha, onde um antecessor do atual Sousafone, chamado Helicon, era usado devido à sua portabilidade (mais fácil de transportar). 
Mais tarde, Richard Wagner utilizaria uma variante deste instrumento (basicamente uma tuba baixo mas com um bocal de trompa), razão pela qual surgiu a chamada Tuba Wagneriana. Em 1860, John Philip Sousa patenteou um novo tipo de tuba baseado no Helicon, dando origem ao atualmente chamado Sousafone. 
Por esta altura, os alemães Johann Moritz e Wilhelm Wieprecht, construiram o modelo de tuba que seria o precursor do modelo mais utilizado hoje em dia. Desde esta altura, o design e conceito geral da tuba permaneceram inalteráveis, mas diversas variantes foram sendo introduzidas, incluindo instrumentos com 4, 5 e 6 pistões, pistões com válvulas rotativas, Sousafones em fibra de vidro (para serem usados em desfiles). 
Atualmente, as tubas podem ser encontradas nas mais diferentes formas e combinações. 
Existem quatro afinações para tuba. As Tubas Baixas que são afinadas em MIB e FA e as Tubas Contra-Baixas que são afinadas em DÓ e SIB. A tuba é um instrumento que tem uma extensão muito variada. Pelos tipos que dela são encontrados, a extensão média da tuba é do (Dó-1 ao Fá3), podendo variar muito de acordo com a tuba e com quem a executa. Assim, encontramos tubas com campânulas desde 36 a 77 centímetros de diâmetro, voltadas para cima ou para a frente, lacadas ou cromadas, com pistões normais ou com válvulas rotativas (ou ambos), com 2 até 6 pistões etc. e a variedade é ainda maior se adicionarmos as várias cambiantes dos Sousafones (como por exemplo o raríssimo Sousafone com 2 campânulas). 
Nas bandas filarmônicas, cabe às tubas o fundamental papel de suporte harmônico, uma vez que compõe o naipe de instrumentos que atua no registo grave.

## Tipos de tuba

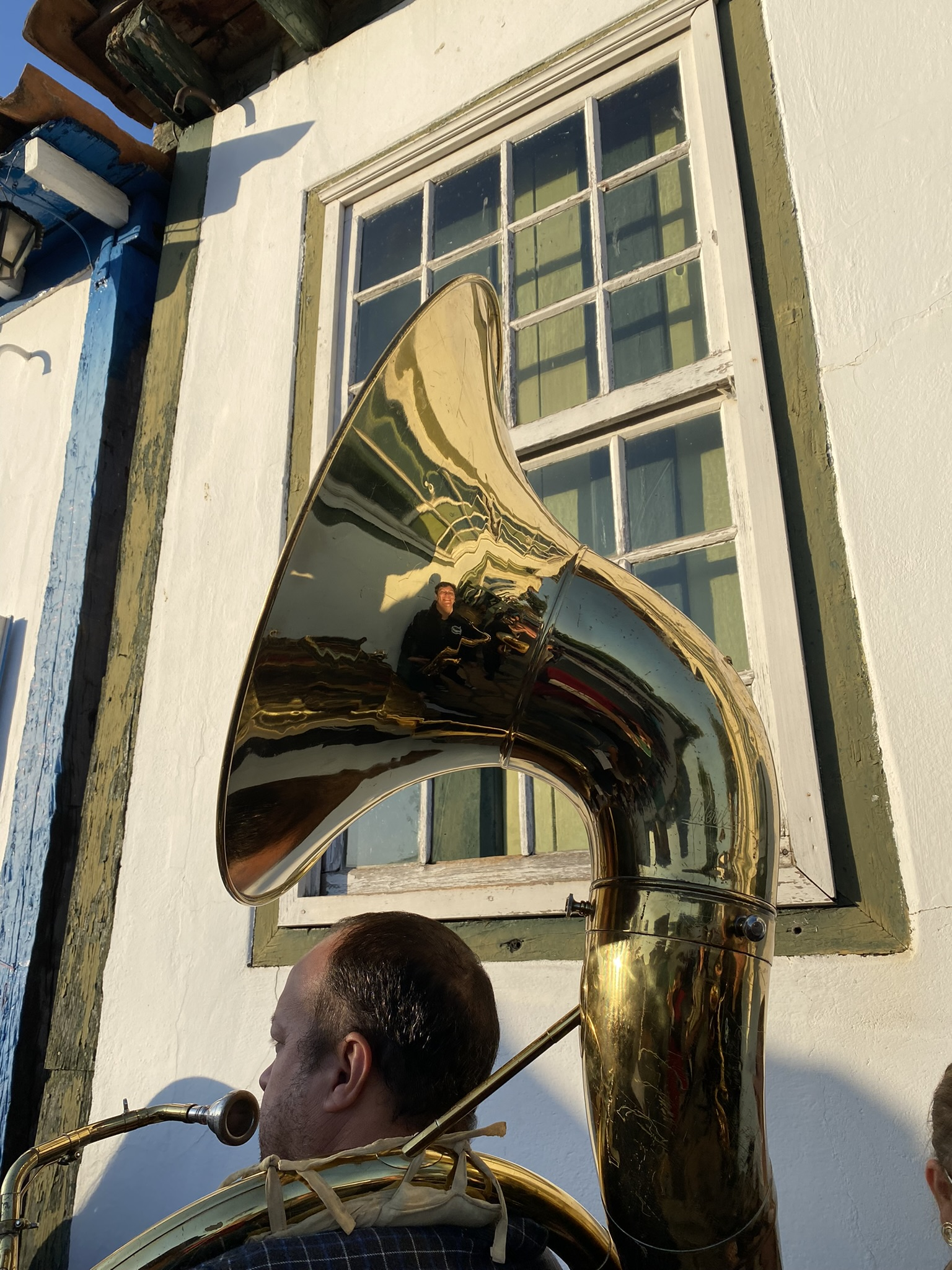
Tubista do Coro e Orquestra Nossa Senhora do Rosário em procissão tradicional em Pirenópolis, Goiás.

As tubas, independente de seus tipos, podem possuir pistos ou rotores (válvulas), que abrem e/ou fecham tubos metálicos e forma a alterar a circulação do ar advindo do sopro e consequentemente alterar a sonoridade. As válvulas são encontradas com mais frequência em tubas grandes e profissionais e facilitam a troca rápida de notas em músicas que exigem agilidade. As tubas menores normalmente são utilizados por aprendizes ou em orquestras que não exijam muita agilidade.
A maioria das tubas podem possuir 3 ou 4 pistos ou rotores. O 4o. pisto é utilizado para facilitar ao músico adicionar uma quarta em suas notas.
Os tipos de tubas mais conhecidos são: tuba de marcha, helicon e sousafone.

### Tuba de marcha
Nome dado as tubas com a tubagem horizontal, parecida com a tubagem de um trompete. É colocada sobre o ombro esquerdo do executante, e foi concebida para facilitar o transporte em marchas. Nos Estados Unidos é muito usada em Drum e Bugle Corps e é conhecida como contrabass bugle ou "contra".

### Helicon

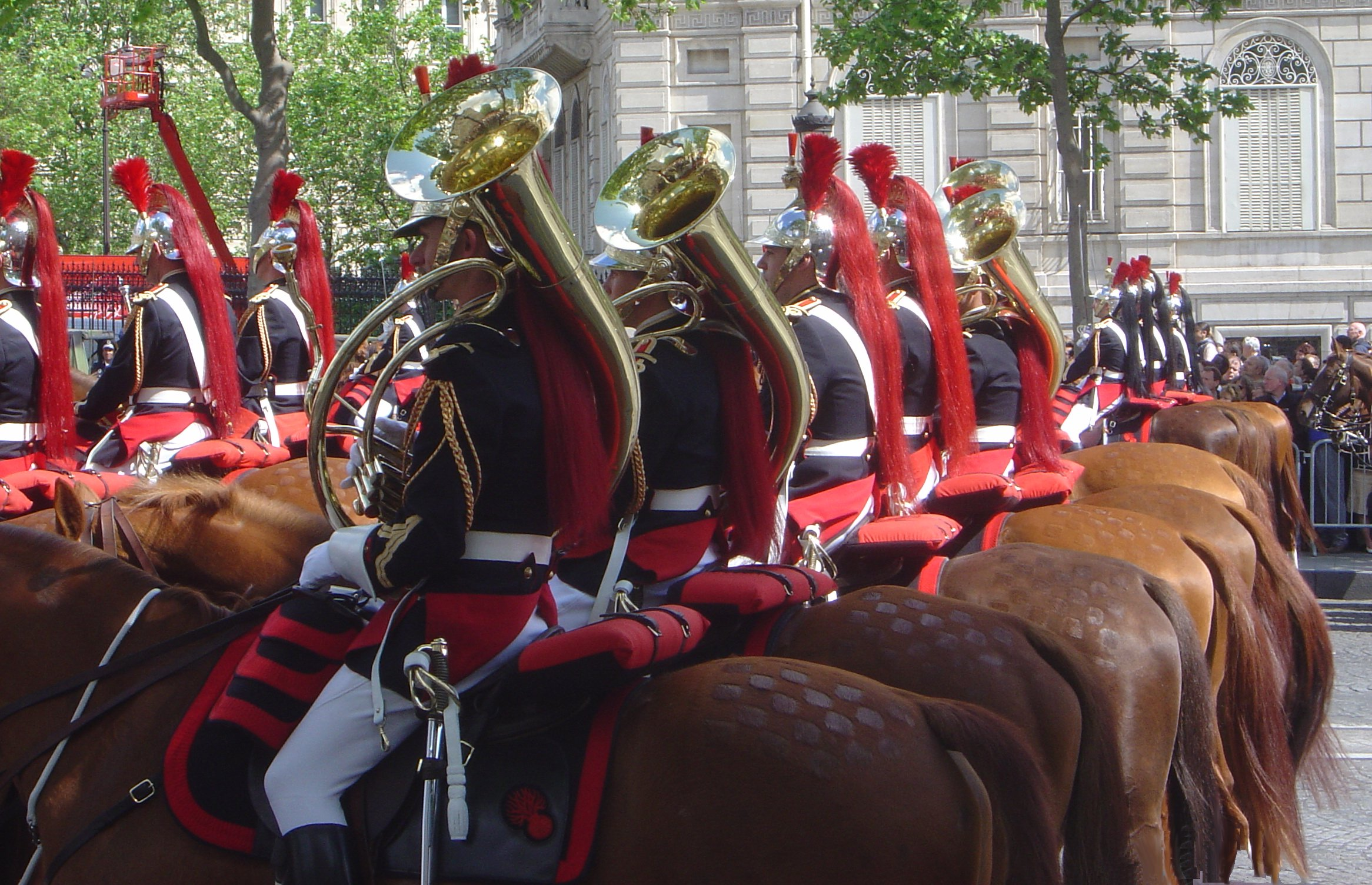
Helicons da cavalaria da Garde Républicaine francesa

Nome dado a tubas com forma circular, envolvendo o corpo do executante, e com a campânula dirigida para a frente. Era muito usado nas bandas filarmónicas de muitos países, como Brasil e França até a chegada do sousafone. Ainda é muito utilizado em países do Leste Europeu, em especial nas bandas militares austríacas e em bandas de música balcânica, como o grupo Fanfare Ciocǎrlia. 

### Sousafone

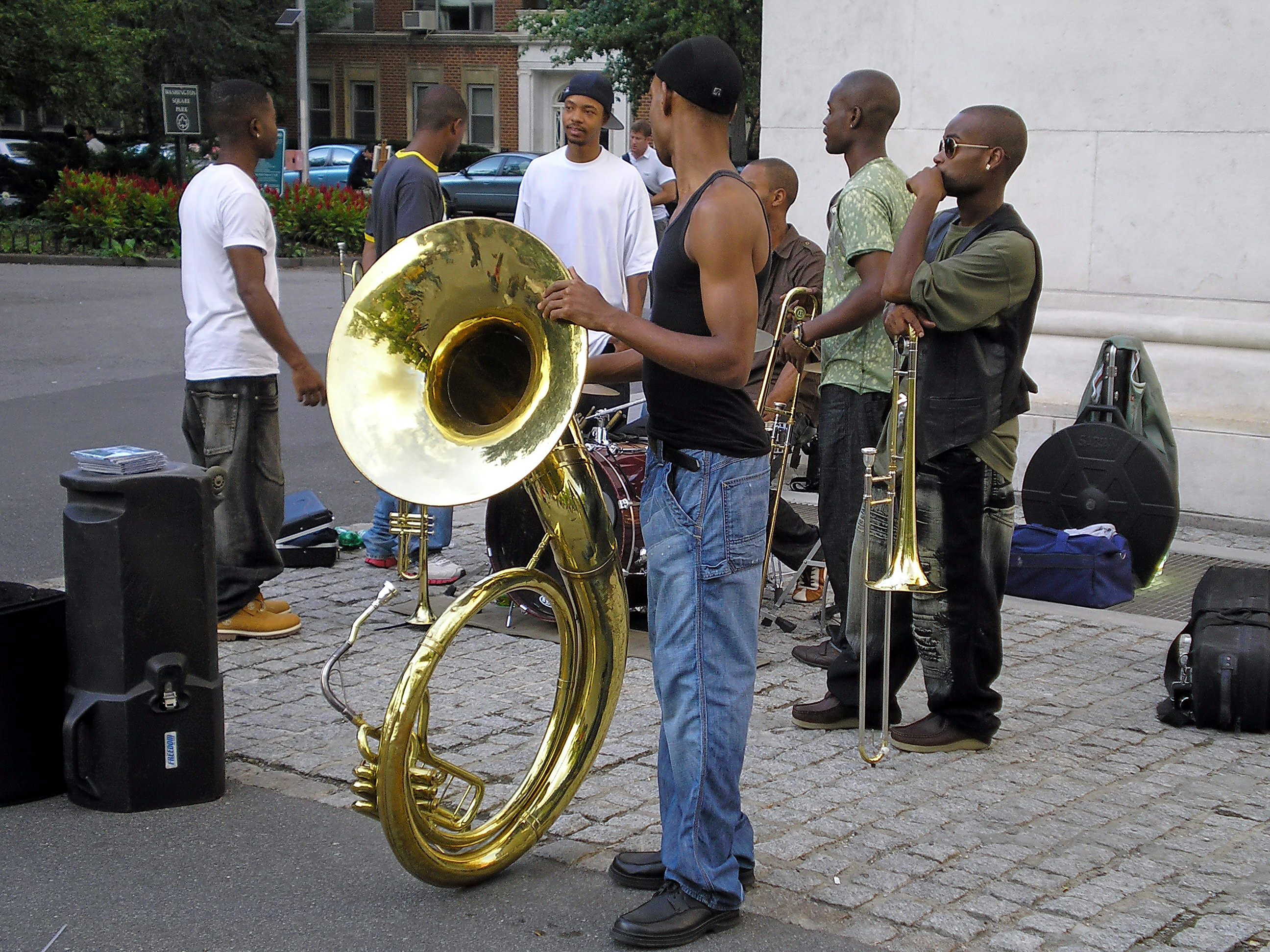
Músico com um sousafone na Washington Square

O Sousafone é um instrumento também da família das tubas de tamanho grande. O seu formato evoluiu a partir do Helicon circular, mas a tubagem termina em “S” e a campânula (também dirigida para a frente) é maior.
A tuba não é um instrumento transpositor. Essa tradição parte do princípio que todo material escrito para instrumentos graves antes da invenção da tuba (serpentão e oficleide) eram escritos em dó. A existência de instrumentos de tais afinações (Dó, Si, Fá e Mib) apenas é diferenciada pela extensão, ou seja, o limites de alcance de suas notas e sua tessitura (também diferenciada). Em muitas bandas filarmónicas é utilizada na clave de sol como instrumentos transpositores, com a escrita realizada duas oitavas acima. 